# اسپنسر هیوود
اسپنسر هیوود (به انگلیسی: Spencer Haywood) (متولد ۲۲ آوریل ۱۹۴۹) بازیکن حرفه ای بسکتبال اهل آمریکا و دارندهٔ مدال طلای المپیک است. هیوود از سپتامبر ۲۰۱۵ یکی از اعضای تالار مشاهیر است. همسر هیوود از سال ۱۹۷۷ تا سال ۱۹۸۷ یک مدل فشن بنام ایمان عبدالمجید بود و آنها یک دختر بنام زلیخا دارند. او در سال ۱۹۹۰ دوباره ازدواج کرد و با همسرش لیندا صاحب سه فرزند دختر هستند.